# 马克·冈萨雷斯
马克·丹尼士·冈萨雷斯·霍夫曼（西班牙語：Mark Dennis González Hoffman，1984年7月10日—），通常稱為麥克·干沙利斯（Mark González），智利足球運動員，司職左中場。
干沙利斯以速度著名，亦令他有一個的稱號。

## 生平
干沙利斯雖然是智利人，但出生於南非德班。他在智利的天主教大學出身，曾在西班牙球會阿爾巴塞特效力，於2005年加盟英超老牌球會利物浦，首季被外借到西班牙球會皇家蘇斯達，一季後才正式到利物浦報到。 
由於在利物浦未能站穩正選，2007年他遭利物浦放棄，重返西甲加盟皇家貝迪斯。
2009年轉投俄超聯賽球會莫斯科中央陸軍。2014年回國加入天主教大学，2016年轉投巴西球會利斯菲體育會，2017年再次回國加入母會科洛科洛，2018年轉到麦哲伦。

## 荣誉

### 國際
智利
- 百年美洲盃(1): 2016

### 球会
天主教大学竞技俱乐部
- 智利青年联赛 (1): 2003

利物浦足球會
- 英格蘭社區盾 (1): 2006
- 欧洲冠军联赛 亚军 (1): 2006-07

莫斯科中央陆军足球俱乐部
- 俄羅斯足球超級聯賽 (2): 2012-13, 2013-14
- 俄羅斯盃 (2): 2010-11, 2012-13
- 俄羅斯超級盃 (2): 2013

### 个人
- 俄羅斯足球超級聯賽最佳33人 (1): 2010

## 外部連結
- 利物浦官方網站 （页面存档备份，存于）